# Dunaszentpál
Dunaszentpál – wieś i gmina w północno-zachodniej części Węgier, w pobliżu miasta Győr. Miejscowość leży na obszarze Małej Niziny Węgierskiej, w pobliżu granicy słowackiej. Administracyjnie należy do powiatu Győr, wchodzącego w skład komitatu Győr-Moson-Sopron.
Gmina Dunaszentpál liczy 727 mieszkańców (2009) i zajmuje obszar 9,81 km².